# Мшинское болото
Мши́нское боло́то — государственный природный заказник федерального подчинения. Расположен в Гатчинском и Лужском районах Ленинградской области России. На территории заказника расположены болота Озёрное, Большой Мох и Мшинское, а также озёра Вялье, Стречно, Мочалище, Литвиново, Глухое, Осейка, Кушкино и Чёрное.

## История создания
Создан 30 августа 1982 года приказом Главохоты РСФСР № 308, утверждён приказом Минсельхоза № 1500 от 24 ноября 2003 года.
Водно-болотные угодья Мшинского заказника в 1972 году были включены в списки международного проекта «Телма» как особо ценные природные ландшафты, а в 1994 году его территория была отнесена к водно-болотным угодьям международного значения (Мшинская болотная система, Рамсарская конвенция).

## Описание
Мшинское болото — эталон верховых болот Северо-Запада России. В заказнике в естественных условиях обитает большое количество редких зверей и птиц. Здесь ведутся научные исследования Санкт-Петербургского университета, а также организуются туристские походы (фотоохота, наблюдение природы и животного мира). Туры в заказник организует Лужский социально-деловой центр.
Возраст болота около восьми тысяч лет. За это время в нём отложились большие запасы торфа, средняя толщина залежей 3 м, а местами достигает 6 м.

## Географическое положение
Заказник расположен на водоразделе рек Оредеж и Ящера, на территории Лужского и Гатчинского районов Ленинградской области. Труднодоступная территория, попасть на которую (за исключением зимнего периода) можно только по нескольким тропам.
Добраться до территории заказника можно электропоездом до железнодорожных станций Новинка, Чаща, Чолово, Тарковичи Витебского направления или до станций Низовская, Мшинская, Толмачёво Варшавского направления. Автотранспортом — по Киевскому шоссе до поселков Пехенец и Новинка, деревень Пелково, Перечицы, Чолово.
Площадь Мшинского болота — 60 400 га.
Граничит в основном с лесными (99 % границ), а также с сельскохозяйственными угодьями (1 % границ).

## Цель создания, основные объекты охраны

### Цели
- Сохранение болотного комплекса озёр и водотоков с окрестными лесами
- Сохранение и воспроизводство естественной (природной) флоры и фауны
- Создание благоприятных условий для пролётных и местных водоплавающих птиц во время миграций
- Сохранение и восстановление численности редких и исчезающих видов животных и растений[3]

### Основные объекты охраны
- Ландшафт:
  - Природные комплексы озёр Вялье, Стречно, Мочалище, Литвино, Глухое, Осейка, Гагарьи озерки
  - Верховые болота, окружающие озера
  - Истоки рек Железянки (Южной) и Ракитинки
  - Места стоянок водоплавающих птиц и журавлей на осенних и весенних миграциях
  - Места массового гнездования водно-болотных птиц
- Птицы:
  - Белый аист
  - Беркут
  - Большой кроншнеп
  - Выпь
  - Лебедь-кликун
  - Скопа
  - Филин
  - Чернозобая гагара
  - Чёрный аист
- Растения:
  - Башмачок настоящий
  - Лосняк Лёзеля
  - Пальчатокоренник Траунштейнера[4]